# Torre-Pacheco
Torre-Pacheco ist eine Gemeinde in der autonomen Region Murcia in Spanien. Sie liegt südöstlich 40 km von Murcia entfernt. 
2024 hatte die Gemeinde 40.074 Einwohner auf einer Fläche von 189,40 km². 
Die Autopista AP-7 verläuft westlich 6 km entfernt.

## Persönlichkeiten
- Adrián Marín Gómez (* 1997), Fußballspieler